# Arrondissement de Goslar
Pour les articles homonymes, voir Goslar (homonymie).
L'arrondissement de Goslar est un arrondissement (« Landkreis » en allemand) de Basse-Saxe (Allemagne). Son chef-lieu est Goslar.

## Villes, communes et communautés d'administration
(Nombre d'habitants en 2006)
Communes autonomes (Einheitsgemeinden)
| 1. Bad Harzburg, ville (21 904) 2. Braunlage, ville (6 120) 3. Clausthal-Zellerfeld, ville (15 857) 4. Goslar, grande ville autonome (51 011) | 1. Langelsheim, ville (11 876) 2. Liebenburg, commune (8 400) 3. Seesen, ville (21 349) |

Communes fusionnées (Samtgemeinden) avec leurs communes membres
* siège de l'administration
| - 1. Samtgemeinde Lutter am Barenberge (4 164) 1. Hahausen, commune (801) 2. Lutter am Barenberge, Flecken * (2 417) 3. Wallmoden, commune (946) |

Zone non incorporée (gemeindefreies Gebiet)
- Harz (de) (371,76 km2, inhabité)

## Administrateurs de l'arrondissement
- 1885–1892 Berthold Thon (de)
- 1892–1919 Arthur Emil Bredt
- 1919–1930 Karl Tappen
- 1930–1932 Karl Langsdorff
- 1932–1938 Hermann Rotberg (de)
- 1938–1941 Adolf Bierwirth
- 1941–1945 Rudolf Tiedemann (de)
- 1945 Paul Eyferth (de)
- 1945–1946 Wilhelm Neddermeier (de)
- 1946–1948 Otto Duwald
- 1948–1950 Otto Fricke
- 1950–1952 Walter Janzig
- 1952–1954 Wilhelm Engel
- 1954–1961 Walter Janzig
- 1961–1974 Wilhelm Engel
- 1974 Ernst Fricke (de)
- 1974–1977 Günther Rottsahl
- 1977-1981 Wilhelm Baumgarten
- 1981–1986 Heinz Pahl
- 1986-1996 Klaus Homann (de)
- 1996–1999 Horst Brennecke
- 1999–2006 Peter Kopischke (de)
- 2006–2013 Stephan Manke (de)
- 2013–2021 Horst Brennecke
- depuis 2021 Alexander Saipa (de)